# Roches-Prémarie-Andillé
Roches-Prémarie-Andillé is een gemeente in het Franse departement Vienne (regio Nouvelle-Aquitaine) en telt 1590 inwoners (2004). De plaats maakt deel uit van het arrondissement Poitiers.

## Geografie
De oppervlakte van Roches-Prémarie-Andillé bedraagt 22,5 km², de bevolkingsdichtheid is 70,7 inwoners per km².
De onderstaande kaart toont de ligging van Roches-Prémarie-Andillé met de belangrijkste infrastructuur en aangrenzende gemeenten.

## Demografie
Onderstaande figuur toont het verloop van het inwonertal (bron: INSEE-tellingen).

## Geschiedenis
Na de Franse Revolutie werden Roches-Prémarie en Andillé opgericht als twee aparte gemeenten. In 1819 werden de gemeenten samengevoegd onder de naam Andillé en Andillé werd bovendien de hoofdplaats van de gemeente. In 1905 werd Roches-Prémarie de hoofdplaats en de naam van de gemeente wijzigde toen in Roches-Prémarie-Andillé.